# U (Super Junior)
U è un brano musicale del gruppo sudcoreano Super Junior, pubblicato come singolo ed arrivato alla prima posizione dei singoli più venduti il 7 giugno 2006, vendendo 91 416 copie. Il singolo è stato pubblicato negli anni successivi anche in cinese e giapponese. Nella versione in giapponese, il singolo è stato pubblicato il 9 luglio 2008 con il titolo U/Twins.

## Tracce

### U
CD singolo
1. U — 3:45
2. Endless Moment — 3:38
3. Lovely Day — 3:02

EP+DVD
1. U (就是你) [Mandarin version] — 3:45
2. Dancing Out — 3:43
3. U (就是你) [Korean version] — 3:45
4. Endless Moment (無盡的時刻) — 3:38
5. Lovely Day (美好的一天) — 3:02
6. U [Instrumental] — 3:45
7. Endless Moment (無盡的時刻) [Instrumental] — 3:45
8. Lovely Day (美好的一天) [Instrumental] — 3:45

DVD
1. U (就是妳) [Music video]
2. Dancing Out [Music video]
3. Making of U - Music Video [Traditional Chinese subtitles]

### U/Twins
CD singolo
1. U
2. Twins
3. Miracle
4. Endless Moment

DVD
1. U [Music video]
2. Making of U - Music Video [Japanese subtitles]

## Classifiche
| Classifica      | Posizione massima |
| --------------- | ----------------- |
| Corea (2006)    | 1                 |
| Giappone (2008) | 4                 |